# 砍秫秫棋
砍秫秫棋，是安徽太和縣等地的兩人傳統棋類。

## 棋具
- 棋盤為六路縱橫交叉。
- 每方十八枚，以顏色區分。

## 棋規
- 初始佈置，各據棋盤一半。
- 每方輪流動一己棋。
  - 串吃：斜向移動，中途不得有己子，直到敵棋處，並將該子移除。若該方向下一點仍有敵棋，則可繼續移動並吃子，直到沒有敵棋或邊界。
  - 鄰移：正向移至空鄰點。

- 以消滅敵方獲勝。
- 僵持時，以吃子多者獲勝。[2][3]